# Nelsan Ellis
Nelsan Ellis (Harvey (Illinois), 30 november 1977 – Los Angeles, 8 juli 2017) was een Amerikaans acteur en filmproducent. 

## Biografie
Ellis werd geboren in Harvey (Illinois) waar zijn moeder haar kinderen alleen opvoedde nadat zij van haar man was gescheiden. De moeder stortte na de dood van een van haar kinderen psychisch in, en dit zorgde ervoor dat de kinderen werden opgevangen door de kinderbescherming. De kinderen werden toen opgevangen door de oma in Bessemer (Alabama) waar zij opgroeiden. Ellis doorliep de high school aan de McAdory High School in Birmingham (Alabama). Op vijftienjarige leeftijd verhuisde hij terug naar Illinois waar hij bij zijn tante ging wonen waar hij in 1997 zijn highschooldiploma haalde aan de Thornridge High School in Dolton (Illinois). Op zeventienjarige leeftijd nam hij dienst in de United States Marine Corps, maar stopte al vrij snel met deze opleiding. Hierna ging hij studeren aan de Illinois State University in Normal (Illinois), en studeerde van 2000 tot en met 2004 aan de Juilliard School in New York waar hij zijn bachelor of fine arts haalde. 
Ellis begon in 2005 met acteren in de film Warm Springs, waarna hij nog meerdere rollen speelde in films en televisieseries. Hij is onder andere bekend van zijn rol als Lafayette Reynolds in de televisieserie True Blood, waar hij in 81 afleveringen speelde (2008-2014). Voor deze rol werd hij in 2011 en 2012 genomineerd voor een Image Award. In 2009 won hij samen met de cast een Satellite Awards in de categorie Beste Cast. 
Ellis overleed in 2017 op 39-jarige leeftijd aan hartfalen.

## Filmografie

### Films
Uitgezonderd korte films.
- 2017 · True to the Game - als Tyrik
- 2016 · Little Boxes - als Mack
- 2016 · True to the Game - als Tyrik
- 2015 · The Stanford Prison Experiment - als Jesse Fletcher
- 2014 · Get on Up - als Bobby Byrd
- 2013 · Gods Behaving Badly - als Dionysus
- 2013 · The Butler - als Martin Luther King
- 2012 · The Reluctant Fundamentalist - als Wainwright
- 2011 · The Help - als Henry de ober
- 2010 · Secretariat - als Eddie Sweat
- 2009 · The Soloist - als David Carter
- 2008 · The Express - als Will Davis jr.
- 2005 · Warm Springs - als Roy Collier

### Televisieseries
Uitgezonderd eenmalige gastrollen.
- 2016-2017 · Elementary - als Shinwell Johnson - 11 afl.
- 2008-2014 · True Blood - als Lafayette Reynolds - 81 afl.
- 2005-2006 · The Inside - als Carter Howard - 13 afl.

### Filmproducent
- 2014 · Hands to the Sky, Catch Them & They're Yours - korte film
- 2013 · Damn Wonderful - documentaire
- 2013 · Train(ed) - korte film
- 2011 · The End of Thorns - korte film
- 2010 · Page 36 - korte film
- 2006 · Flower Shop - korte film
- 2005 · Trespass - korte film

- Bibliothèque nationale de France: cb169520482 (data)
- Gemeinsame Normdatei: 1069409081
- International Standard Name Identifier: 0000 0004 4642 6250
- Library of Congress Control Number: no2009084336
- Nationale Bibliotheek van Israël: 987007427430505171
- Nederlandse Thesaurus van Auteursnamen: 388686138
- Istituto Centrale per il Catalogo Unico: MODV657923
- Système universitaire de documentation: 183922131
- Virtual International Authority File: 314928420
- WorldCat: E39PBJjHhfDtR88vhWgkjx8wG3